# Phloeophagosoma
Phloeophagosoma är ett släkte av skalbaggar. Phloeophagosoma ingår i familjen vivlar.

## Dottertaxa tillPhloeophagosoma, i alfabetisk ordning[1]
- Phloeophagosoma abdominale
- Phloeophagosoma aldabranum
- Phloeophagosoma angustulum
- Phloeophagosoma atratum
- Phloeophagosoma carinirostre
- Phloeophagosoma conicicolle
- Phloeophagosoma constricticollis
- Phloeophagosoma corvinum
- Phloeophagosoma curvirostre
- Phloeophagosoma dilutum
- Phloeophagosoma dubium
- Phloeophagosoma ficus
- Phloeophagosoma fusirostre
- Phloeophagosoma glaberrimum
- Phloeophagosoma gracile
- Phloeophagosoma minutum
- Phloeophagosoma morio
- Phloeophagosoma muriceum
- Phloeophagosoma opaculum
- Phloeophagosoma orchidarum
- Phloeophagosoma pedatum
- Phloeophagosoma proximum
- Phloeophagosoma puncticolle
- Phloeophagosoma rotundicolle
- Phloeophagosoma rugipenne
- Phloeophagosoma serenus
- Phloeophagosoma sinuaticolle
- Phloeophagosoma subcaudatum
- Phloeophagosoma tenuis
- Phloeophagosoma thoracicum
- Phloeophagosoma vicinum